# Alfred B. Kittredge
Pour les articles homonymes, voir Kittredge.
Alfred Beard Kittredge, né le 28 mars 1861 à Nelson (New Hampshire) et mort le 4 mai 1911 à Hot Springs (Arkansas), est un homme politique américain. Membre du Parti républicain, il est élu au Sénat des États-Unis pour le Dakota du Sud de 1901 à 1909.

## Biographie

### Jeunesse et études
Alfred B. Kittredge est né à Nelson dans le New Hampshire. Il est le fils de Russell H. Kittredge, médecin, et de Laura Frances Kittredge née Holmes. Il grandit à Jaffrey, dans son État natal.
Kittredge étudie au Yale College, dont il sort diplômé en 1882. Il découvre le droit auprès de Wheelock G. Veazey, de Rutland (Vermont) et au sein du Cabinet Bachelder and Faulkner de Keene (New Hampshire). Il intègre ensuite la Yale Law School, où il obtient son diplômé en droit en 1885. Il est admis en barreau la même année et commence à exercer la profession d'avocat à Sioux Falls dans le Dakota du Sud. Il devient également correspondant du St. Paul Pioneer Press (en), un journal proche du Parti républicain. Cette position lui permet de se faire des contacts qui l'aideront dans sa carrière politique.

### Carrière politique
Dans le Dakota du Sud, Kittredge devient président du Parti républicain dans le comté de Minnehaha, qui comprend Sioux Falls. Il est élu à deux reprises au Sénat du Dakota du Sud, où il siège de 1889 à 1893. Il est par la suite membre du Comité national républicain jusqu'en 1899,.
En 1901, il est nommé au Sénat des États-Unis pour occuper le siège laissé vacant par le décès de James H. Kyle (en). Il est élu pour un mandat complet en 1903. Il siège ainsi au Congrès du 11 juillet 1901 au 3 mars 1909. Au Sénat, il préside la commission sur les standards, poids et mesures (57e congrès), la commission des brevets (58e et 59e congrès) puis la commission sur les canaux interocéaniques (60e congrès). C'est sous sa présidence que le Panama est préféré au Nicaragua pour accueillir le canal reliant l'océan Atlantique à l'océan Pacifique,.
Candidat à un nouveau mandat en 1908, il perd la nomination républicaine face au gouverneur Coe I. Crawford (en),.

### Après le Congrès
Son mandat de sénateur terminé, Kittredge retrouve son activité d'avocat à Sioux Falls. Il ne se marie pas et n'a pas d'enfants.
L'ancien sénateur connaît des problèmes de santé, dépassant les 130 kg. Il souffre de maladies chroniques à partir d'octobre 1910. Ses médecins lui recommandent d'arrêter sa carrière. Il retourne alors à Jaffrey, où il a grandi. En février 1911, Kittredge se rend à Hot Springs, une station thermale où il espère que sa santé s'améliorera. Son état se dégrade pourtant et il entre dans le coma à la fin du mois d'avril. Il meurt quelques jours plus tard. Il est enterré au cimetière Conant de Jaffrey.